# 宮島村 (京都府)
宮島村（みやじまむら）は、京都府北桑田郡にあった村。現在の南丹市美山町の中心部にあたる。

## 地理
- 山岳：城山
- 河川：由良川

## 歴史
- 1889年（明治22年）4月1日 - 町村制の施行により、宮脇村・板橋村・下吉田村・原村・静原村・和泉村・上司村・長谷村・島村の区域をもって発足。
- 1955年（昭和30年）3月1日 - 知井村・平屋村・鶴ヶ岡村・大野村と合併して美山町が発足。同日宮島村廃止。

## 交通

### 道路
- 国道162号